# Tom Wirtgen
Tom Wirtgen (Dippach, 4 marzo 1996) è un ciclista su strada lussemburghese che corre per il Team Felt Felbermayr; professionista dal 2019, è fratello maggiore di Luc Wirtgen, anch'egli ciclista.

## Palmarès

### Strada
- 2012 (Juniores)

Campionati lussemburghesi, Prova in linea Junior
- 2013 (Juniores)

2ª tappa Drei Etappen Rundfahrt Frankfurt (Francoforte sul Meno > Francoforte sul Meno)
Campionati lussemburghesi, Prova a cronometro Junior
Campionati lussemburghesi, Prova in linea Junior
- 2014 (Juniores)

Campionati lussemburghesi, Prova a cronometro Junior
Campionati lussemburghesi, Prova in linea Junior
- 2015 (Leopard Development Team, due vittorie)

Campionati lussemburghesi, Prova a cronometro Under-23
2ª tappa Tour de Moselle (Basse-Ham, cronometro)
- 2017 (Leopard Pro Cycling, due vittorie)

Campionati lussemburghesi, Prova a cronometro Under-23
2ª tappa Tour de Moselle (Angevillers, cronometro)
- 2018 (AGO-Aqua Service, due vittorie)

2ª tappa Tour du Jura (Villeneuve-sous-Pymont > Arbois)
Campionati lussemburghesi, Prova a cronometro Under-23

#### Altri successi
- 2014 (Juniores)

Classifica scalatori Trophée Centre Morbihan
Classifica scalatori Oberösterreich Rundfahrt Junior
Classifica a punti Oberösterreich Rundfahrt Junior
- 2017 (Leopard Pro Cycling)

Classifica giovani International Tour of Rhodes

## Piazzamenti

### Classiche monumento
- Giro delle Fiandre

2020: 90º
2021: ritirato
2022: ritirato
- Parigi-Roubaix

2021: fuori tempo maasimo

### Competizioni mondiali
- Campionati del mondo

Toscana 2013 - Cronometro Junior: 20º
Toscana 2013 - In linea Junior: 61º
Ponferrada 2014 - Cronometro Junior: 6º
Ponferrada 2014 - In linea Junior: 78º
Richmond 2015 - Cronometro Under-23: 26º
Richmond 2015 - In linea Under-23: 129º
Doha 2016 - Cronometro Under-23: 25º
Doha 2016 - In linea Under-23: 140º
Bergen 2017 - Cronometro Under-23: 4º
Bergen 2017 - In linea Under-23: 61º
Innsbruck 2018 - Cronometro Under-23: 26º
Innsbruck 2018 - In linea Elite: ritirato
Yorkshire 2019 - In linea Elite: ritirato
Glasgow 2023 - In linea Elite: ritirato

### Competizioni europee
- Campionati europei:

Olomouc 2013 - Cronometro Junior: 46º
Olomouc 2013 - In linea Junior: 41º
Nyon 2014 - Cronometro Junior: 38º
Nyon 2014 - In linea Junior: 5º
Tartu 2015 - Cronometro Under-23: 16º
Tartu 2015 - In linea Under-23: 102º
Plumelec 2016 - Cronometro Under-23: 32º
Plumelec 2016 - In linea Under-23: 49º
Herning 2017 - Cronometro Under-23: 12º
Herning 2017 - In linea Under-23: 95º
Zlín 2018 - Cronometro Under-23: 15º
Zlín 2018 - In linea Under-23: 53º
Alkmaar 2019 - Cronometro Elite: 28º
Plouay 2020 - In linea Elite: 23º